# لا سنیا
لا سنیا (به اسپانیایی: La Sénia) یک شهرستان در اسپانیا است که در استان تاراگونا واقع شده‌است.

## خصوصیات
لا سنیا ۱۰۸٫۴۱ کیلومترمربع مساحت و ۶٬۰۸۷ نفر جمعیت دارد و ۲۶۹ متر بالاتر از سطح دریا واقع شده‌است.